# Spilosoma moerans
Spilosoma moerans är en fjärilsart som beskrevs av Embrik Strand 1903. Spilosoma moerans ingår i släktet Spilosoma och familjen björnspinnare. Inga underarter finns listade i Catalogue of Life.